# Westpol

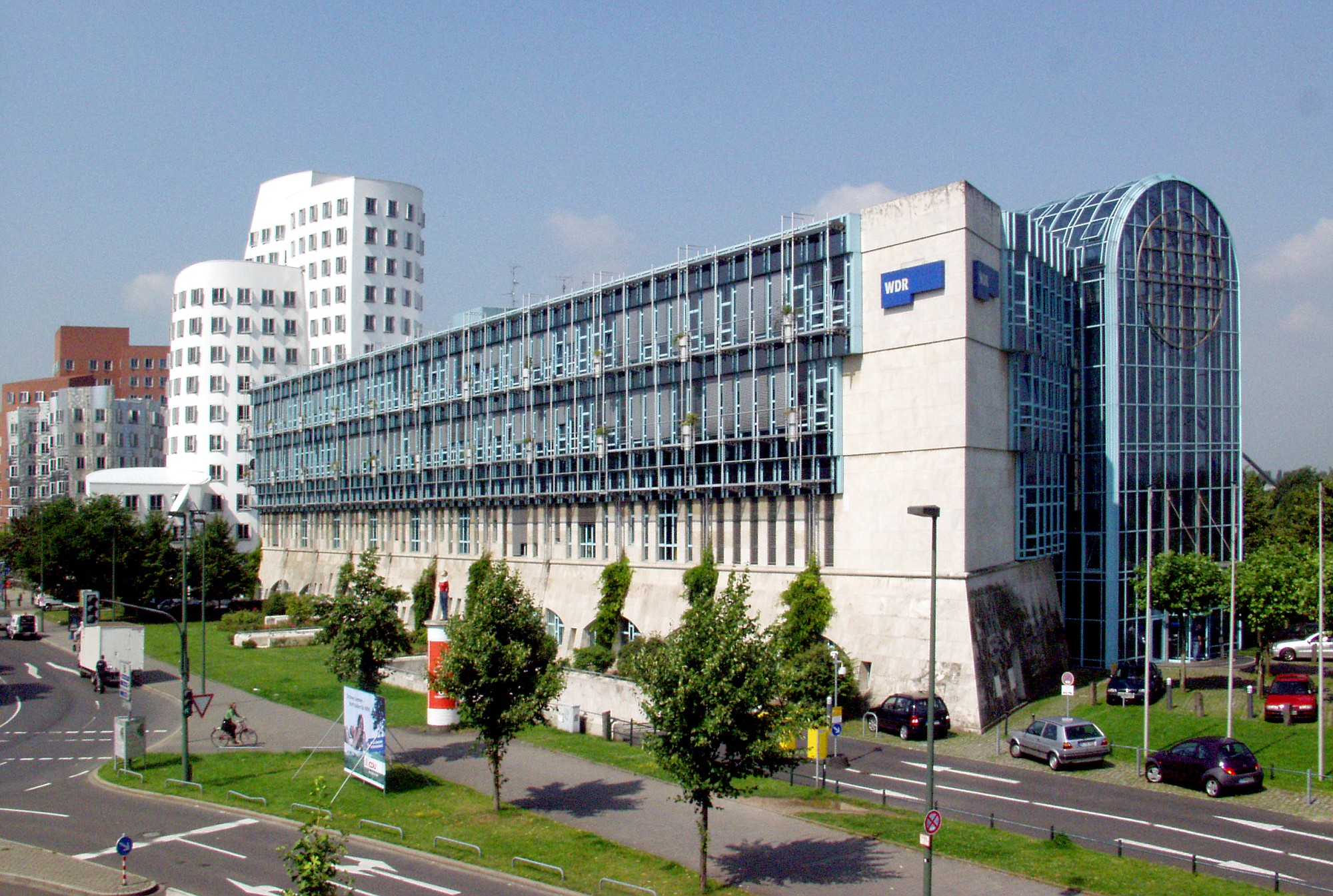
WDR-Funkhaus in Düsseldorf

Westpol ist ein Politmagazin im WDR-Fernsehen, das sich mit der Landespolitik in Nordrhein-Westfalen befasst und derzeit sonntags von 19:30 bis 20:00 Uhr ausgestrahlt wird.
Berichtet wird über die politischen Entscheider und die Motivation für ihre Politik sowie den Einfluss der Landespolitik auf den Alltag der Menschen in Wirtschaft, Gesellschaft, Schule und Beruf. Es werden Zusammenhänge und Auswirkungen der Politik dargestellt. Hierbei werden auch politische Skandale und Affären sowie Fehlentscheidungen kritisch hinterfragt. Auch vor unternehmenskritischer Berichterstattung im Sinne des Verbraucherschutzes scheut sich Westpol nicht, beispielsweise im Fall von rechtlich dubiosen Mieterhöhungen der LEG sowie der Giftmüllentsorgungspraxis des Unternehmens Envio.
Nach Angaben des WDR verfolgen durchschnittlich circa 800.000 Menschen pro Woche die von einer 20-köpfigen Redaktion produzierte Sendung.
An Feiertagen in NRW sowie während der Parlamentsferien werden die Lokalzeit-Geschichten gesendet. Es handelt sich hierbei um eher unpolitische Aufzeichnungen. Darüber hinaus wird die Sendung auch im Abend- und Nachtprogramm des Nachrichtensenders tagesschau24 wiederholt.
Die Redaktion des Magazins hat ihren Sitz im WDR-Funkhaus an der Stromstraße 24 im Düsseldorfer Regierungsviertel, wo auch die Sendungen aufgezeichnet und ausgestrahlt werden. Die Konzeption der Sendung wurde unter anderem von Ralf Kapschack entwickelt.
Im August 2020 zog die Sendung in ein neues Aufnahmestudio mit leicht verändertem Design.

## Moderatoren

### Derzeitige Moderatoren
- seit 2023: Catherine Vogel
- seit 2020: Siham El-Maimouni
- seit 2017: Henrik Hübschen
- seit 2007: Gabi Ludwig (seit 2020: Vertretung)

### Ehemalige Moderatoren
- 2000–2019: Sabine Scholt
- 2022: Sven Lorig (Urlaubsvertretung)